# Socialist Unity Centre of India

SUCI:s officiella flagga.

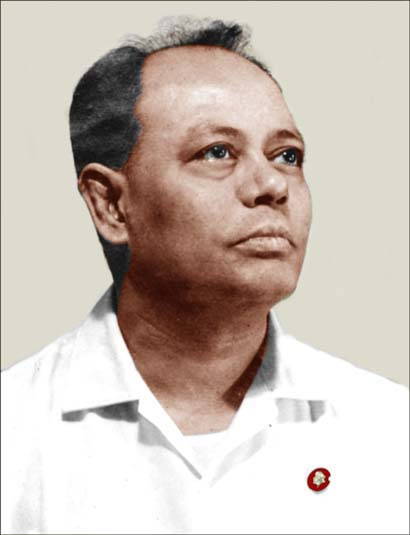
Shibdas Ghosh - SUCI:s grundare

Socialist Unity Centre of India är ett indiskt kommunistiskt politiskt parti. SUCI grundades av Shibdas Ghosh och är en utbrytning ur Revolutionary Socialist Party (RSP) 1948, men partiets politiska utveckling är markant annorlunda i förhållande till RSP. SUCI utmärker sig som ett mycket hårdfört kaderparti, som har Stalin som en av sina främsta riktmärken. SUCI:s medlemmar förväntas ge sin privata egendom till partiet och dedicera sina liv fullt ut till detta. Trots att partiet är litet är det mycket synligt i form av affischer och muralmålningar runt om i Indien.
Partiet ingick i United Frontregeringen i Västbengalen 1967–1969, 1969–1970 tillsammans med bland andra CPI(M).
SUCI har två ledamöter i Västbengalens delstatsförsamling, båda från South 24 Paraganas. Partiets främst bas är i South 24 Paraganas, och i områden som Joynagar kontrollerar partiet kommuner, med mera. Relationen med CPI(M) är mycket dålig i Västbengalen och ett flertal mord (mot båda sidor) har ägt rum under de senaste åren.

## SUCI:s viktigaste massorganisationer
- United Trade Union Congress (Lenin-Sarani)
- All India Democratic Students Organization
- All India Democratic Youth Organization
- All India Mahila Sanskritik Sanghathan

Partiets nuvarande generalsekreterare heter Nihar Mukherjee. Partiet ger ut tidningen Proletarian Era. Partiet har delegatstatus i det av Parti Travaille du Belgique årligen arrangerade Internationella Kommunistiska Seminariet.

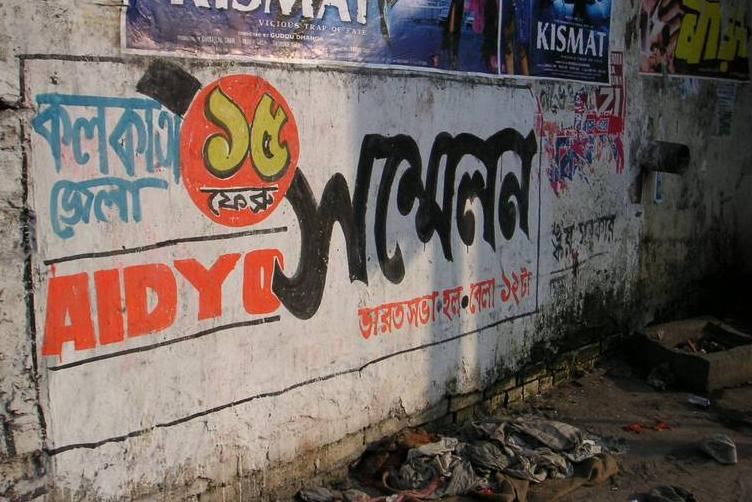
AIDYO-väggmålning i Kolkata
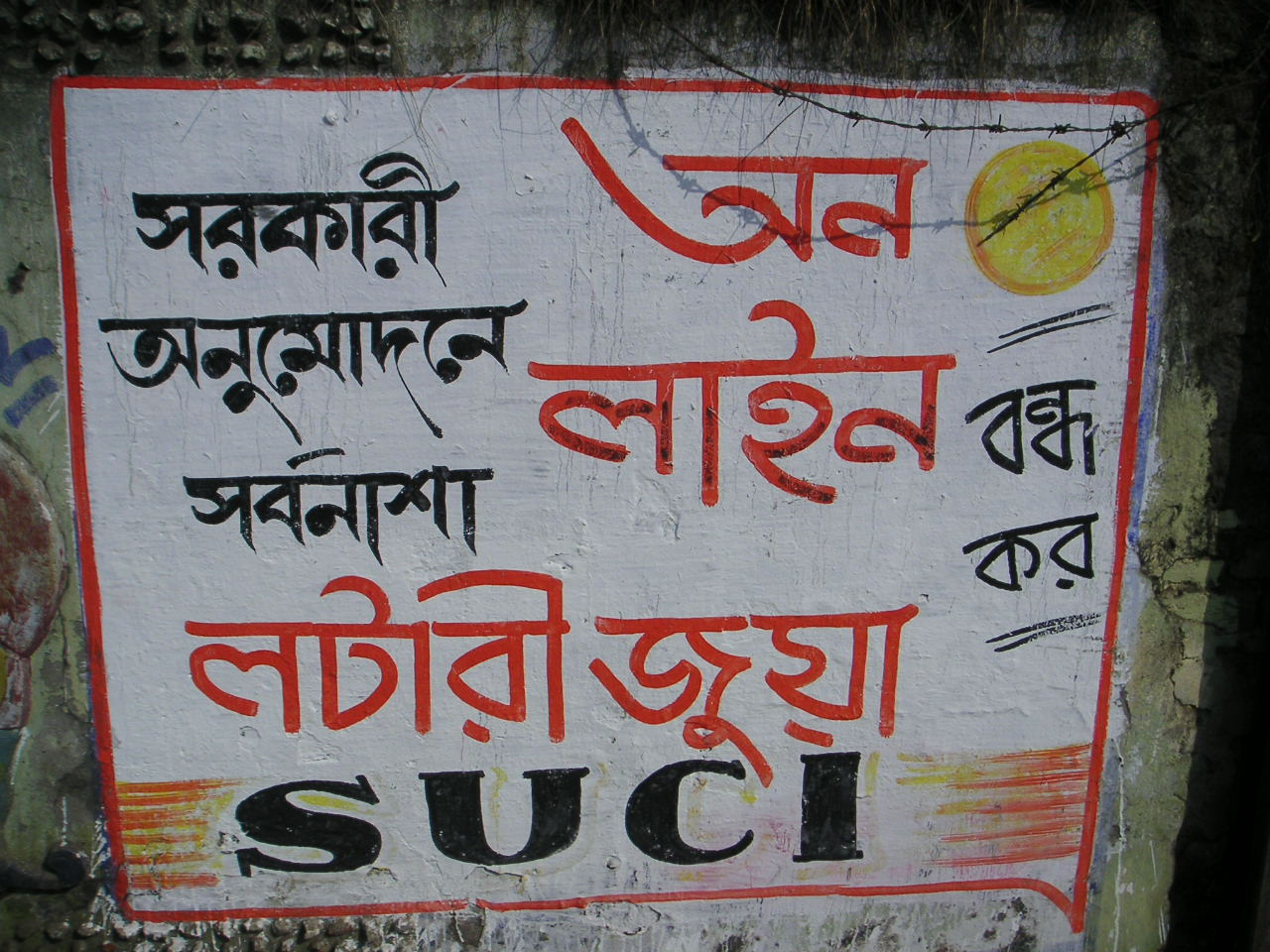
SUCI-väggmålning i Agartala, Tripura